# Combiné nordique aux Jeux olympiques de 1928
Pour des articles plus généraux, voir Combiné nordique aux Jeux olympiques, Jeux olympiques d'hiver de 1928 et 1928 en combiné nordique.
Navigation
Chamonix 1924 Lake Placid 1932
L'épreuve de combiné nordique aux Jeux olympiques d'hiver de 1928 s'est tenue les 17 et 18 février 1928 autour de Saint-Moritz et sur le tremplin de la ville, l'Olympiaschanze.
Les épreuves de combiné nordique consistent en une course de ski de fond de 18 km (en style classique) puis d'un concours de saut à ski. Contrairement aux épreuves actuelles, le ski de fond est couru avant le saut.
La course de ski de fond a lieu dans les environs de St-Moritz et le concours de saut se déroule le lendemain, quelques heures avant l'épreuve de saut à ski, également disputée sur l'Olympiaschanze.
L'épreuve est disputée par trente-cinq athlètes représentant quatorze nations. Vingt-huit athlètes sont classés. Comme à Chamonix quatre ans plus tôt, les Norvégiens dominent l'épreuve. Johan Grøttumsbråten, troisième en 1924, l'emporte grâce à son avance acquise dans le 18 km. Il devance ses compatriotes Hans Vinjarengen qui a chuté lors du concours de saut et John Snersrud qui a profité du concours de saut pour monter sur le podium. Johan Grøttumsbråten remporte également le 18 km de ski de fond, ce qui fait de lui l'un des deux sportifs les plus médaillés de ces Jeux (l'autre étant le patineur finlandais Clas Thunberg).

## Organisation

### Sites

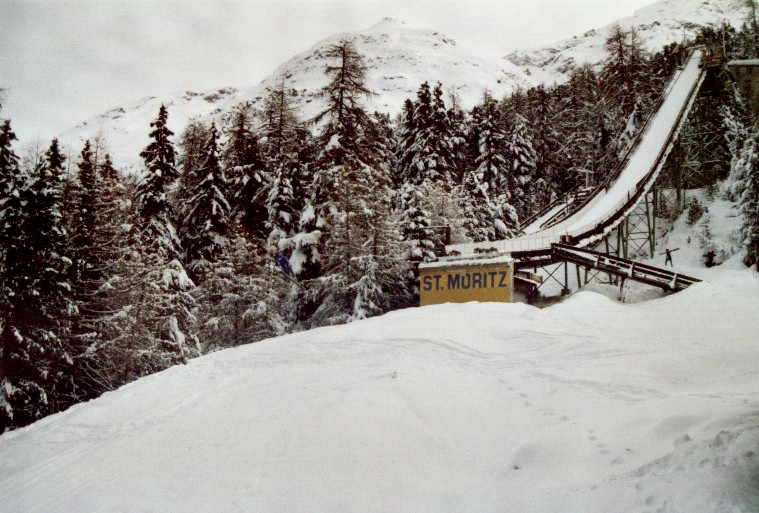
L'Olympiaschanze en 2002

St Moritz est une station de ski suisse située à environ 1 800 m d'altitude. Le parcours de ski de fond a lieu aux environs de la ville. Les organisateurs sont contraints par le comité international olympique de proposer un parcours vallonné avec un dénivelé positif d'environ 400 m,. Ainsi, le parcours est exigeant ce qui engendre quelques critiques. L'Express de Neuchâtel le décrit ainsi : « La piste, marquée par MM. Nater et Illy, de Saint-Moritz, partait du Salet, contournait St-Moritz-Bad, montait légèrement jusqu'au Stazersee et de là plus rapidement jusqu'à un point situé à l'altitude de 2000 mètres. De là, descente rapide sur Surlej et Silvaplana. Ensuite la piste remonte de manière constante jusqu'à Albana (2000 mètres) et redescend, en passant près de Suvretta-House (en), jusqu'à l'arrivée ».
La ville de St Moritz dispose depuis 1905 d'un tremplin, le Julierschanze. Cependant, celui-ci n'est pas assez grand pour les épreuves olympiques, ce qui oblige la ville à en construire un autre. La construction débute en 1926 et le chantier est retardé en raison de la découverte d'imposants rochers qui retardent les travaux de pavage. Finalement, le site est inauguré le 20 janvier 1927. Les essais réalisés lors de l'hiver 1927 montrent « des défectuosités » notamment sur la zone d'élan et de réception qui sont corrigées avant le début des Jeux olympiques,. L′Olympiaschanze a alors un point K de 66 mètres et une capacité de 8 000 spectateurs. Le tremplin est un des plus grands tremplins d'Europe et il permettrait de faire des sauts de 70 à 75 m. Sa construction a coûté entre 200 000 et 300 000 francs suisses. « D'imposantes tribunes » sont installées pour la compétition. Le tremplin et la Cresta Run sont les deux équipements emblématiques de cette olympiade. Par la suite, le tremplin a également été utilisé lors des Jeux olympiques d'hiver de 1948.
Le comité d'organisation de ces Jeux olympiques confie l'organisation des épreuves de ski et de saut à la commission de ski qui est présidée par Ivar Holmquist, le président de la Fédération internationale de ski. Il est notamment assisté par Karl Dannegger qui est le président de la Fédération suisse de ski et par cinq membres de cette fédération,.

Images des sites de compétition.
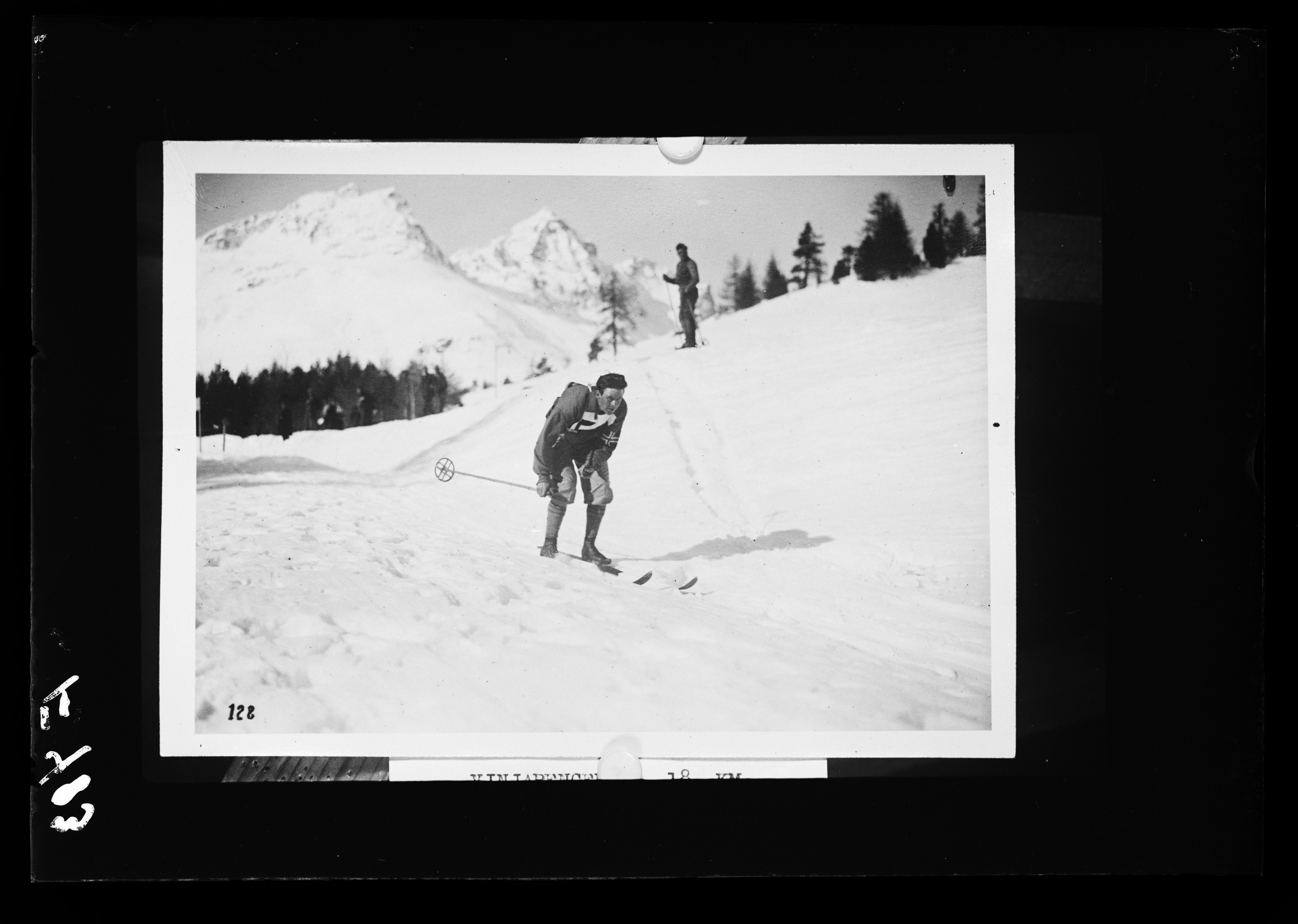
Hans Vinjarengen pendant la course.
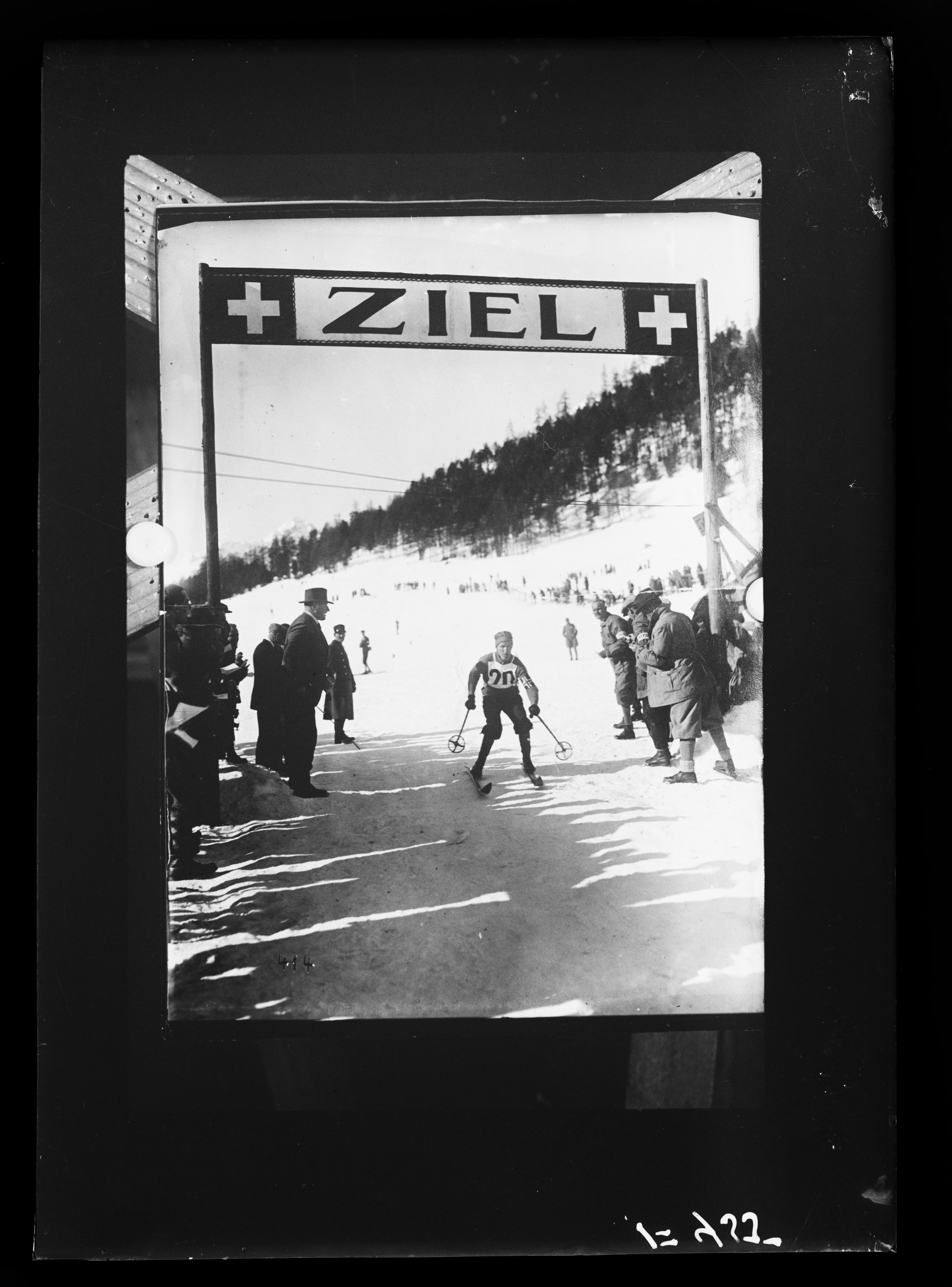
Un athlète à l'arrivée.
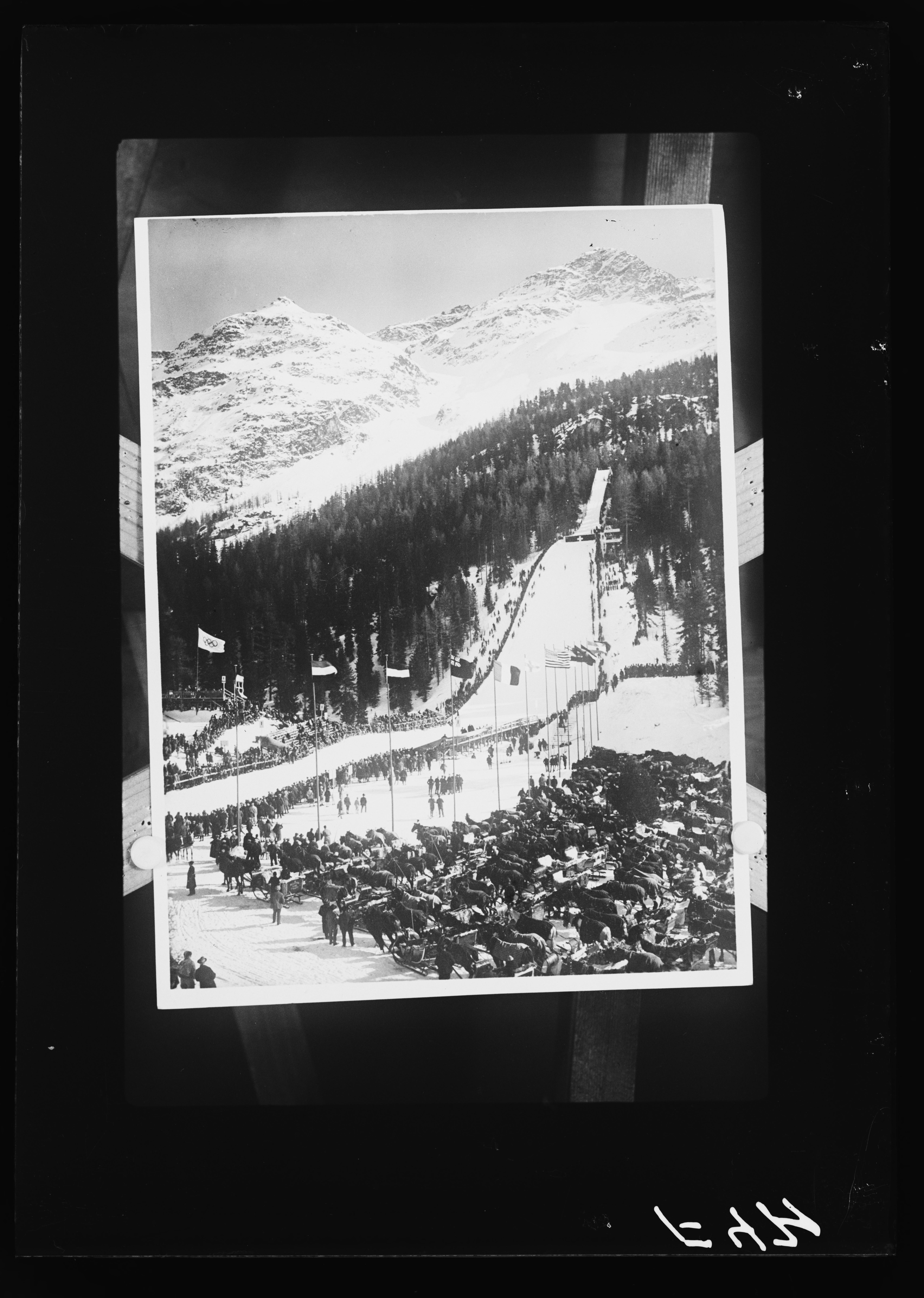
Le tremplin vu du bas.
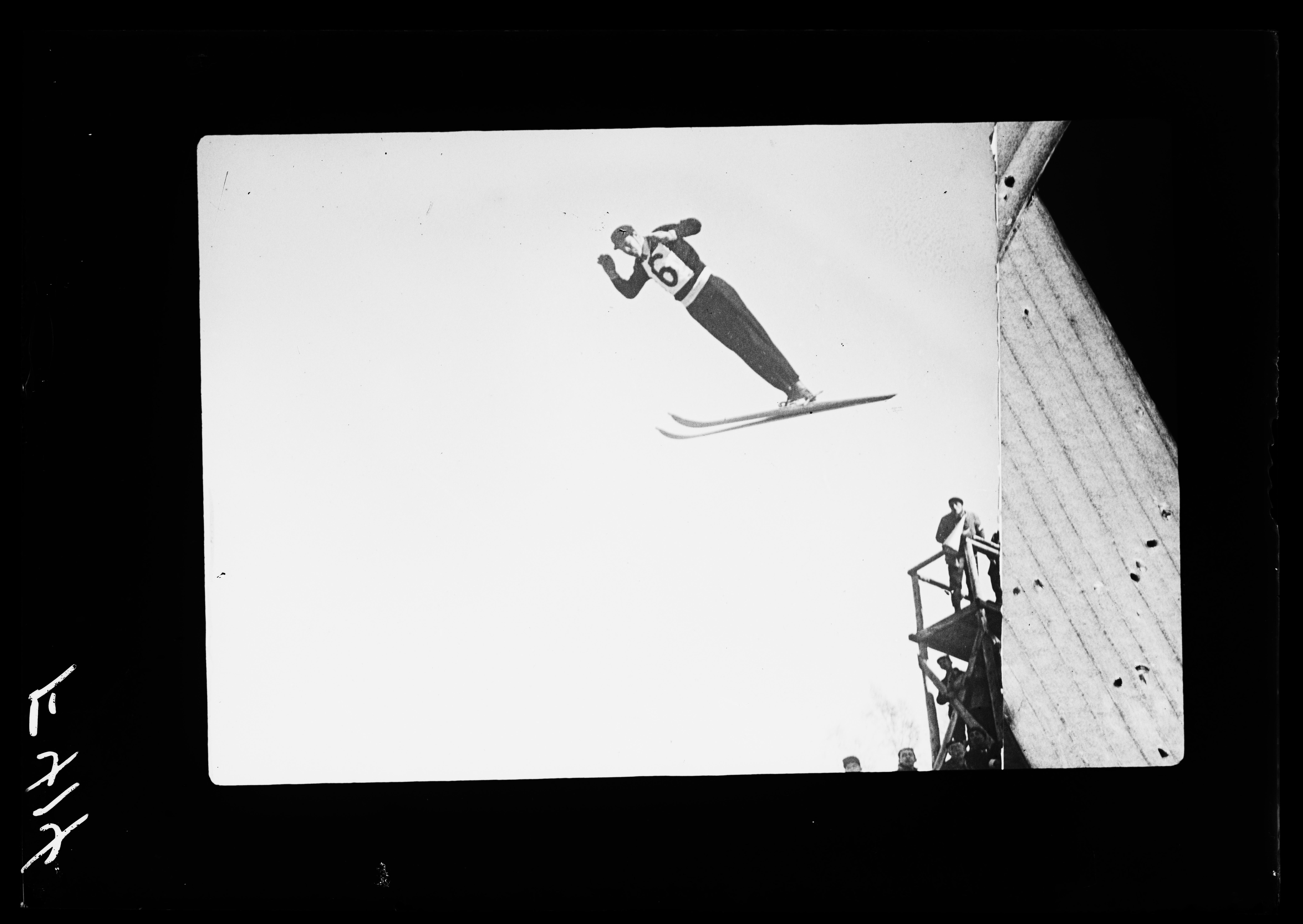
Un athlète pendant un saut.

### Calendrier
Le tremplin de saut à ski est ouvert aux entraînements les jours précédents l'épreuve. Toivo Järvinen, champion de Finlande de combiné nordique en 1927 se brise le fémur à la réception d'un saut,.
La course olympique de ski de fond de 18 km fait en fait office d'épreuve de ski de fond du combiné nordique. Cette épreuve a lieu le vendredi 17 février 1928 à partir de 9 heures du matin et les concurrents s'élancent les uns à la suite des autres toutes les trente secondes.
L'épreuve de saut à ski a lieu entre 10h et 12h le samedi 18 février 1928 soit le même jour que le concours de saut à ski. Les récompenses sont remises le 19 février lors de la cérémonie de clôture.
| Date            | Épreuve     | Horaire | Horaire |
| --------------- | ----------- | ------- | ------- |
| 17 février 1928 | Ski de fond | 9 h 00  |         |
| 18 février 1928 | Saut à ski  | 10 h 00 |         |

### Format de l'épreuve
La course olympique du 18 km fait office d'épreuve de ski du combiné. Certains participants sont engagés uniquement sur la course de ski de fond, d'autres uniquement pour la course combinée, d'autres pour les deux épreuves.
En ce qui concerne l'épreuve de fond, le concurrent arrivé premier obtient la note de 20. Ensuite toutes les deux minutes, la note est abaissée d'un point. Pour le saut à ski, les points sont comptabilisés en additionnant la distance et la note de style (note comprise entre 0 et 20 qui juge le style du sauteur). Les deux sont comptabilisés et la note moyenne des sauts donnent la note pour la partie saut du combiné. Le classement final de l'épreuve est obtenu par la moyenne des notes de ski de fond et de saut.

### Jury
Le jury de l'épreuve du ski de fond est composé de deux starters (Ganzenmüller (Allemagne) et le Dr Toshito Hirota (Japon)), de deux juges d'arrivée (Rudnicki, Pologne et Mario Corti, Italie) et du docteur Messerli (secrétaire général du comité olympique suisse) qui est le chronométreur.
Le jury du concours de sauts est composé de trois personnes : Nordsen (Suède); Schmidt (Allemagne) et Walty (Suisse).

## Participants

### Règlement
Les athlètes doivent être amateur et posséder la nationalité du pays qu'ils représentent.
Les nations ont jusqu'à 6 semaines, soit le 31 décembre 1927, avant le début de la première épreuve pour envoyer au comité organisateur la liste des sports et des épreuves auxquelles elles participent. Les noms des concurrents doivent parvenir au comité organisateur trois semaines, soit le 20 janvier, avant le début de la première épreuve. Enfin, les nations peuvent remplacer un athlète jusqu'à 10 jours, soit le 31 janvier date de clôture des engagements, avant le début de la première épreuve.
Chaque nation peut engager quatre athlètes.

### Délégations participantes
Les Norvégiens, bien que dominateurs en 1924, n'ont pas tous apprécié que le comité international olympique rebaptise a posteriori la « Semaine internationale des sports d'hiver » en les premier Jeux olympiques d'hiver. En 1927, les membres de la fédération norvégienne de ski votent et choisissent de justesse de participer à l'olympiade de St-Moritz. Par ailleurs, il s'agit de la première participation à cette épreuve de plusieurs délégations dont celles représentant l'Allemagne, l'Autriche et le Canada,.
Selon le rapport officiel des Jeux, 63 athlètes étaient inscrits représentants quatorze nations. Finalement 35 athlètes représentant toujours quatorze nations participent à la compétition. 28 athlètes furent classés.
Les athlètes participants représentent les délégations suivantes : 
- Allemagne (5)[28],[29].
- Autriche (1)
- Canada (2)
- États-Unis (3)
- Finlande (2)
- France (3)
- Hongrie (1)
- Italie (1)
- Japon (1)
- Norvège (4)
- Pologne (3)
- Suède (1)
- Suisse (4)
- Tchécoslovaquie (4)

### Préparation des délégations
Pour la plupart des pays, les athlètes du combiné nordique se préparent aux concours olympiques avec les autres athlètes de ski nordique (saut à ski et ski de fond) de leurs pays,.

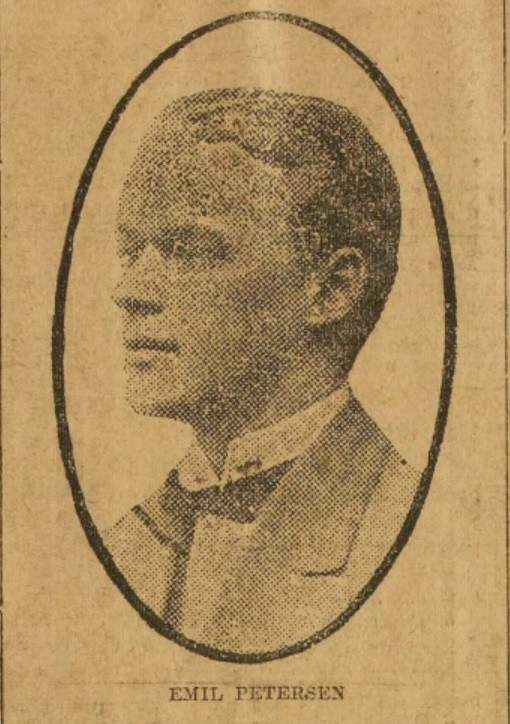
Portrait d'Emil Petersen, entraîneur de l'équipe de France de ski nordique.

Au début du mois de janvier 1928, les athlètes norvégiens présélectionnés pour les épreuves de ski nordique sont invités à se préparer à Lillehammer. Une épreuve de sélection est organisée du 19 au 22 janvier 1928 à Fluberg. C'est à cette occasion que le comité olympique norvégien et la fédération norvégienne de ski choisissent les quatre athlètes participants aux épreuves olympiques ainsi que quatre remplaçants. À la fin du mois de janvier, plusieurs athlètes norvégiens dont Hans Vinjarengen participent au championnat de France de ski à Chamonix. Les athlètes norvégiens dominent largement cette compétition avec notamment cinq norvégiens aux cinq premières places du 18 km,.
Plusieurs entraîneurs norvégiens sont embauchés par préparer l'échéance olympique. En France, c'est Emil Petersen qui est chargé de l'entraînement des skieurs olympiques. En Yougoslavie, c'est Tunold Hansen qui est nommé et en Pologne c'est Bengt Simonsen,. Il y a également Sverre Lislegaard en Italie, Dagfinn Carlsen en Autriche et Ole Østerud en Suisse.
Les athlètes suédois ont bénéficié d'une préparation de qualité avec un entraînement dispensé par Gunnar Dyhlén, entraînement technique, et Gösta Holmér pour l'aspect physique. Depuis 1925, les athlètes suédois ont participé à plusieurs compétitions comme les Championnats du monde de ski nordique en 1926 et 1927 ou au Festival de ski d'Holmenkollen en 1927. Ces compétitions ont permis aux skieurs d'améliorer leurs connaissances sur les skis, les fixations, les bâtons, les chaussures ou encore les combinaisons.
Le conseil d'administration de la Fédération finlandaise de ski nomme un comité d'entraînement spécial pour organiser et prendre en charge l'entraînement des skieurs nordiques et des skieurs alpins
. La Fédération finlandaise choisit Rovaniemi comme lieu pour le regroupement. Le camp d'entraînement commence dès le dimanche 13 novembre 1927. Des courses de sélections sont organisées à Rovaniemi entre le 14 et le 16 décembre 1927. Ensuite, les athlètes sélectionnés retournent s'entraîner individuellement chez eux. Le champion Finlandais, Toivo Nykänen, est forfait pour le camp d'entraînement et pour les Jeux olympiques car il s'est cassé la jambe en 1927,. La délégation finlandaise part d'Helsinki le 28 janvier et elle arrive à Saint-Moritz le 31 janvier. Sur place, c'est le Norvégien, Hjalmar Smith, frère d'Harald Smith qui s'occupe de la délégation.
Selon la presse américaine, les athlètes de leurs pays sont encore moins bien préparés que lors des précédents Jeux olympiques d'hiver. Le voyage n'était pas budgété et Harry Wade Hicks, le président de la United States Ski and Snowboard Association (en) doit rassembler l'argent nécessaire. Il parvient à trouver un plus de 1 000 $ ce qui permet d'envoyer en Suisse trois athlètes et un entraîneur. Il choisit des athlètes disponibles et il y a Anders Haugen qui a remporté en 1923 et 1926, le championnat des États-Unis de saut à ski, Rolf Monsen champion de ski de fond de l’United States Eastern Amateur Ski Association et Charles Proctor, champion universitaire de saut à ski. Aucun entraînement ne peut avoir lieu avant le départ de l'équipe et les membres sont contraints d'acheter eux-mêmes leurs tenues. Enfin, l'entraîneur qui accompagne l'équipe est Godfrey Dewey qui, en arrivant à St Moritz, doit payer les arriérées de cotisations que doit la Fédération américaine à la Fédération internationale de ski pour que les athlètes puissent participer aux compétitions.
Pour la première fois, le Canada décide d'engager des skieurs nordiques aux Jeux olympiques d'hiver. Le pays décide d'envoyer deux sauteurs et deux athlètes pour le ski de fond et le combiné. Les athlètes sont sélectionnés à la fin du mois de décembre 1927 et ils ne possèdent que quelques jours pour s'entraîner. Le 25 janvier 1928, ils embarquent sur le bateau qui leur permet de rejoindre l'Europe ce qui interrompt leur préparation,. Arrivé à St Moritz, l'équipe loge au Kulm Hotel et elle est guidée par Alexander Keiller. Les athlètes mettent quelques jours à s'acclimater à l'altitude et ils s'entraînent d'abord sur le petit tremplin de St Moritz, le Julierschanze avant d’essayer l′Olympiaschanze. En ski de fond, Alexander Keiller qui connaît très bien St Moritz réussit à faire en sorte que les athlètes puissent s'entraîner sur la piste de compétition.
La sélection française se passe en plusieurs temps. Un stage avec un nombre important d'athlètes est organisé du 4 au 21 janvier 1928 à Briançon. Ensuite, les athlètes participent à un stage et au championnat de France de ski à Chamonix qui fait office d'épreuve de sélection,. Enfin, les athlètes sélectionnés pour les épreuves olympiques participent à un troisième stage à Saint-Moritz du 4 au 9 février 1928. La préparation est encadrée par le colonel Lardant, le capitaine Molle, l'entraîneur norvégien Emil Petersen et M. Roul.
À domicile, les athlètes suisses bénéficient d'un entraînement payé par leur fédération. La fédération estime qu'elle a fait ce qu'elle pouvait dans la limite de son budget sachant qu'elle n'a pas reçue de subvention spécifique pour cette action. Les athlètes sont arrivés à St-Moritz à la fin du mois de décembre et ils s'entraînent sur les sites olympiques. Pour l'épreuve combinée et le saut, il y a un groupe de dix athlètes sélectionnables. Des concours de saut sont organisés à Pontresina le 1er et le 15 janvier 1928. Le championnat de Suisse de ski sert d'épreuve de sélection. Lors de la compétition, Elias Julen se déboîte l'épaule à la réception d'un saut et il doit déclarer forfait pour les Jeux olympiques.

### Avant l'épreuve

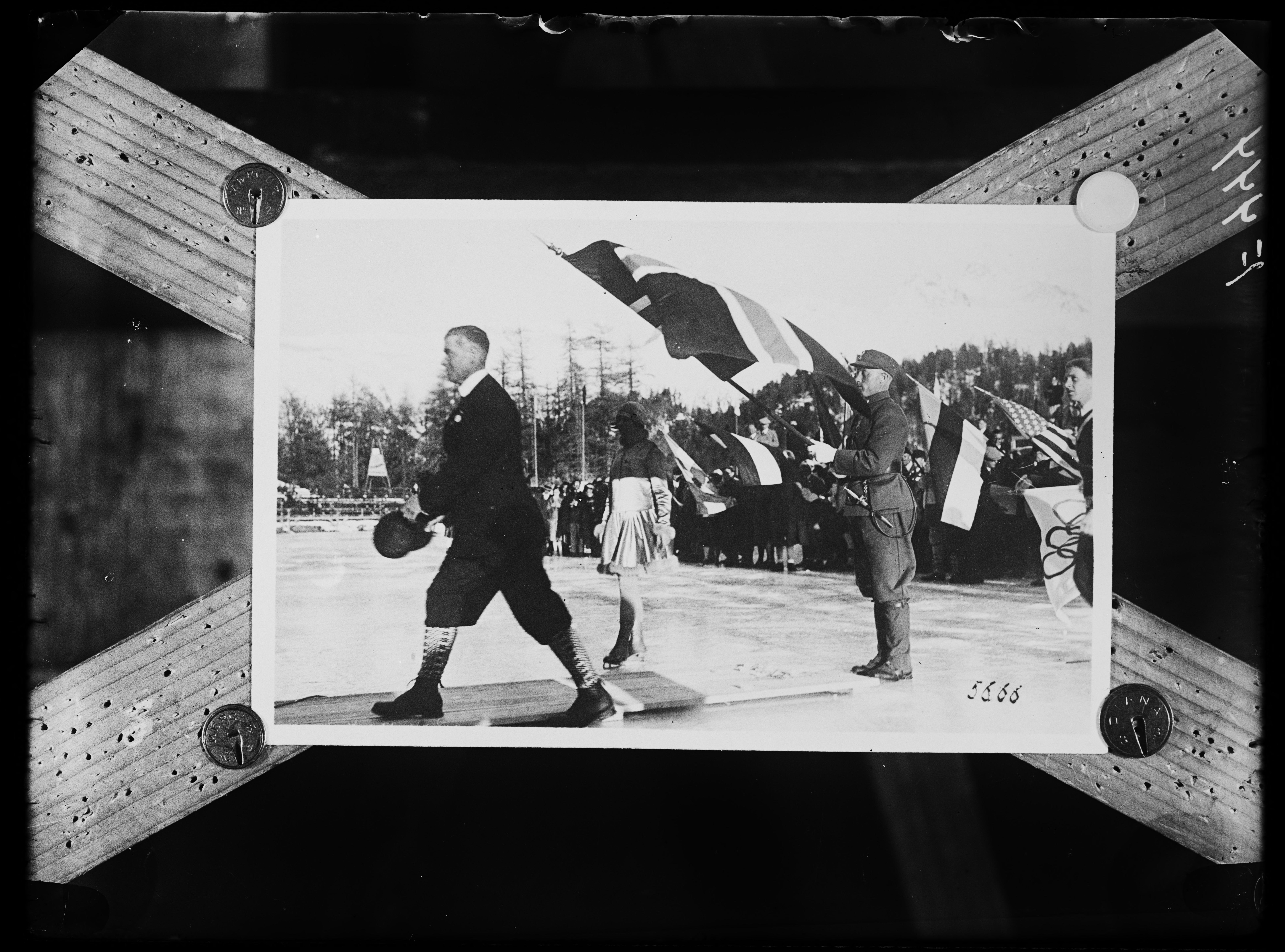
Photographie de la cérémonie d'ouverture.

En raison de la création d'une fédération dissidente, les meilleurs skieurs autrichiens ne sont pas sélectionnables. Les Norvégiens sont revanchards après leur échec sur le 50 km. Ils ambitionnent de réaliser un autre quadruplé comme à Chamonix quatre ans plus tôt. Les Suédois et Finlandais font office d'outsiders. Juste derrière les nations scandinaves, l'entraîneur norvégien de l'équipe de France Emil Petersen annonce que les Allemands et les Suisses ont effectué d'importants progrès et qu'ils sont à surveiller. En effet, tous ces pays se sont préparés depuis de longs mois pour cette échéance. L'Auto considère que les athlètes français ont fait quelques progrès en ski de fond mais que leur préparation (4 semaines) est insuffisante. Cependant, le journal pense que les Français se battront avec des nations de second rang comme l'Italie, la Tchécoslovaquie et le Japon. En saut, pour le quotidien sportif français, seul Kléber Balmat a, dans un moindre mesure, le niveau international. Cependant, il a été très largement battu par les Scandinaves, les Suisses, les Allemands et les Polonais dans des compétitions précédents les Jeux. Le comité olympique suisse pense que les Américains et les Tchécoslovaques seront les plus sérieux rivaux des nations scandinaves.
C'est l'athlète du combiné, le Suisse Hans Eidenbenz qui prête serment au nom des athlètes. Lors des entraînements, Paavo Nuotio aurait réalisé plusieurs sauts à 65 m et un saut à 66 m ce qui est le record de Finlande à l'époque. Cependant, quelques jours plus tard, le 13 février, le Finlandais Toivo Järvinen se brise le fémur à la réception d'un saut lors d'un entraînement. Il était « un des meilleurs concurrents de l'épreuve combinée ». Il aurait percuté un tas de neige lors de sa prise d'élan et il aurait fait un vol plané sur une trentaine de mètres avant de glisser sur le sol. Toivo Järvinen est hospitalisé et il ne peut retourner en Finlande qu'à la fin du mois de mai. Cette chute a eu lieu sous les yeux des autres athlètes finlandais ce qui a eu un « impact moral » sur eux. Le Suédois Tore Edman alors qu'il vient d'arriver à St Moritz apprend le décès de sa mère et il rentre dans son pays.
Entre le 50 km disputé le 14 février et le 18 km disputé le 17, un dégel important a lieu. La nuit juste avant la course, au contraire, un fort gel est enregistré, ce qui modifie les conditions de neige et rend la première partie du parcours (qui est exposée à l'ombre) plus rapide mais aussi plus difficile. La seconde partie du parcours est exposée au soleil et les conditions de neige sont différentes.
Avant l'épreuve de saut, certains concurrents sont inquiets pour leur sécurité à cause de la vitesse atteinte lors du décollage et de la conception de la zone de descente. En effet, le tremplin est plus grand que ceux existants dans la majorité des autres pays et la plupart des athlètes ne sont pas habitués à sauter à de telles distances. Les athlètes souhaitent que l'élan soit raccourci afin de limiter les sauts à moins de 65 mètres. Effectivement, à partir de cette distance, la piste se redresse et la réception peut devenir dangereuse.

## Déroulement de la compétition

### Récit de l'épreuve

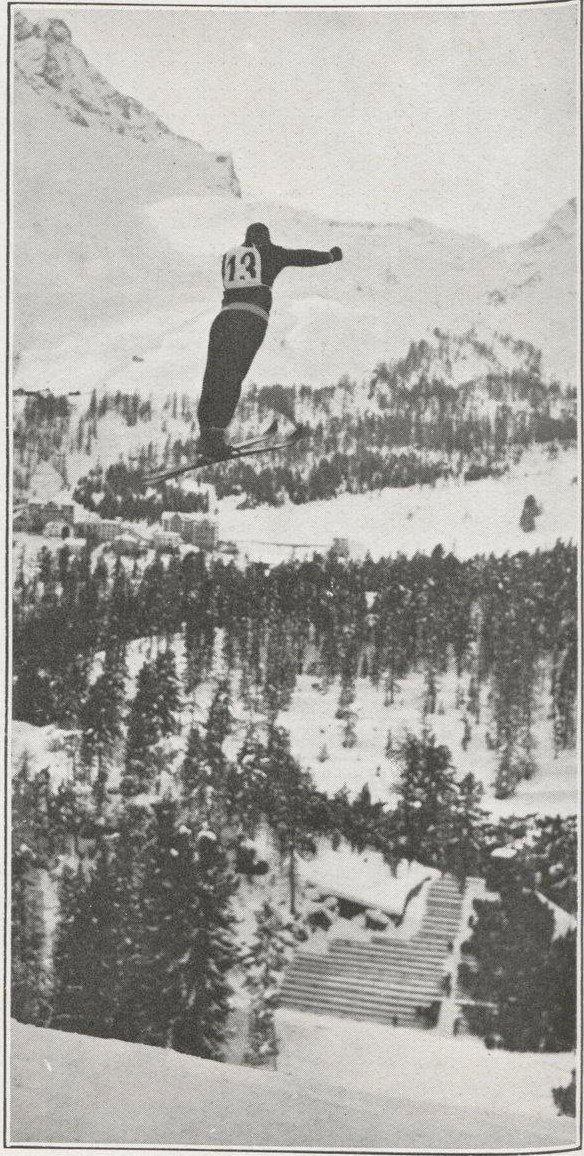
Kléber Balmat en plein saut

Le temps du 18 km de ski de fond est utilisé pour le classement du combiné nordique. Les athlètes s’élancent toutes les 30 secondes. La distance aurait été supérieure au 18 km prévu, probablement 20 km,. La Vie Alpine considère même que la course faisait 22 km.
La course de fond, commune avec la compétition du 18 km, a lieu devant un faible nombre de spectateurs. Le chiffre de 1 000 spectateurs est annoncé. La course n'est pas marquée par d'incidents importants (quelques skis cassés tout au plus). La météo est changeante avec une température de plus en plus chaude ce qui change les conditions entre les premiers et les derniers partis.
Johan Grøttumsbråten fait le meilleur temps (et remporte l'épreuve du 18 km) avec près de 5 minutes d'avance sur Hans Vinjarengen et près de 10 minutes sur Esko Järvinen. Johan Grøttumsbråten est tombé au sol après l'arrivée et s'est tordu sous la douleur d'une crampe à l'estomac. Esko Järvinen s'est fait piqué par un insecte dès le début de la course ce qui l'a gêné pendant toute la course. Les deux autres Norvégiens, spécialistes du saut Ole Kolterud et John Snersrud, sont 7e et 9e après le fond,. Paavo Nuotio est quatrième et après sa réintégration Ludwig Böck est cinquième,. Bronisław Czech qui réalise une excellente performance est sixième. Pour les américains, Rolf Monsen termine loin notamment en raison d'un problème de cartilage consécutif à une chute lors des entraînements de saut à ski. Il s'agit de la première participation d'athlètes canadiens à cette épreuve olympique . William Thompson est celui qui s'en sort le mieux sur les skis. Merritt Putman a rencontré plusieurs problèmes en début de course et il termine plus loin. Les Suisses, à domicile, réalisent une « performance honorable » avec notamment la treizième place de David Zogg.
Le concours de saut se déroule le matin du concours de saut à ski. Les conditions météorologiques des jours précédents sont mauvaises en raison du dégel, puis du gel et enfin la pluie. Une trentaine de bénévoles travaillent d'arrache-pied pour que la compétition puisse avoir lieu. Le concours de saut se dispute avec des conditions clémentes mais devant un nombre limité de spectateurs,. En bas du tremplin, les principaux journaux norvégiens disposent d'un journaliste sur place qui est en liaison téléphonique avec Oslo. Des ouvreurs, hors concours, sont lancés depuis la plateforme de départ la plus baisse (piste d'élan la plus courte) et les distances réalisées sont comprises entre 51 et 55 m,.
Le Tchécoslovaque Rudolf Purkert est le vainqueur de l'épreuve de saut notamment en raison de son style et de la longueur de ses sauts (il réalise notamment 62,5 m qui est la meilleure performance du concours),,. Il termine devant l'Italien Vitale Venzi, mais les deux étaient trop faibles dans le ski de fond et ont fini en 12e position et 20e au classement final. Rudolf Purkert a également terminé troisième du concours de saut l'après-midi du 18 février. John Snersrud saute à 60,5 mètres puis 52 mètres ce qui lui permet de terminer troisième du concours de saut et de s'emparer de la médaille de bronze finale. Il devance le Suisse Stephan Lauener qui a notamment réalisé un second saut à 59 mètres. Le Suédois, Sven Eriksson termine cinquième devant Max Kröckel (en) et Paavo Nuotio. Johan Grøttumsbråten termine 8e du concours de saut et il a obtient sa deuxième médaille d'or en deux jours. Il profite notamment des chutes de deux de ses compatriotes. Seuls cinq sauteurs sur vingt-huit sont tombés. Hans Vinjarengen a chuté à 59,5 mètres lors de son premier saut et grâce à un deuxième saut à 61 m, il parvient à conserver la deuxième place. Le Norvégien Ole Kolterud, qui avait perdu du temps en ski, a tenté de faire le plus long saut de la compétition (65,5 mètres) mais il chute à la réception,. Bronisław Czech, sixième après l'épreuve de ski de fond, porte les espoirs de nombreux spectateurs pas que Polonais. Cependant, il semble nerveux et il chute à la réception de son premier saut ce qui le fait rétrograder au classement. Kléber Balmat réalisa 54 m et 55 m et se blessa au visage sur son deuxième saut.

### Bilan
Dans un premier temps, le jury publie un classement erroné avec notamment Hans Vinjarengen en 6e position. Après recalcul, un second classement définitif est publié.
Au classement final, Johan Grøttumsbråten remporte l'épreuve de combiné nordique. Il devance, Hans Vinjarengen, qui est tombé sur son premier saut, mais en raison de ses rapides 18 km et un bon deuxième saut, a réussi à conserver la médaille d'argent. John Snersrud prend la troisième place finale grâce à sa troisième place dans le concours de saut. Le quatrième norvégien, Ole Kolterud, termine à la 8e place au classement général en raison de sa chute lors de son second saut ce qui empêche la Norvège de placer ses quatre athlètes aux quatre premières places. Sans leurs chutes, Hans Vinjarengen et Ole Kolterud n'auraient probablement pas réussi à doubler Johan Grøttumsbråten en raison de leurs nombres de points trop peu élevés dans la course de ski de fond. Derrière, les trois Norvégiens, il y a deux finlandais Paavo Nuotio et Esko Järvinen ainsi qu'un suédois Sven Eriksson. Ludwig Böck termine septième et est le meilleur concurrent d’Europe centrale. En raison de sa chute, le Polonais Bronisław Czech termine à la dixième place finale,. Johan Grøttumsbråten est considéré comme le skieur le plus impressionnant de cette édition des jeux olympiques d'hiver.

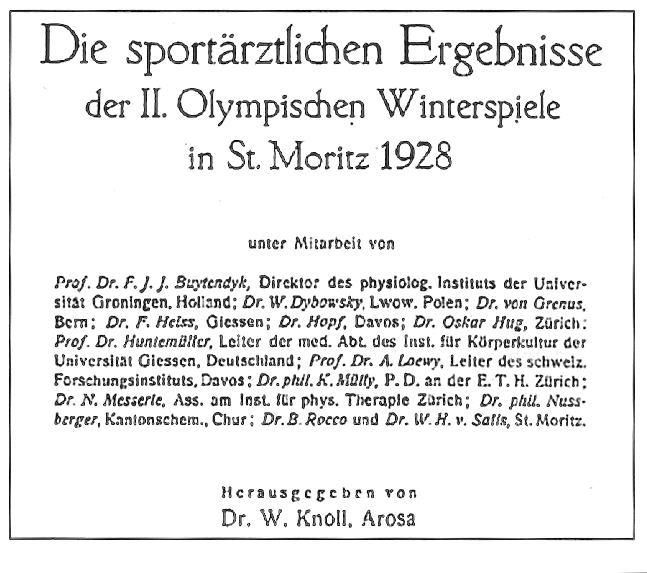
Page de présentation d'un livre analysant les résultats sportifs des jeux olympiques de St-Moritz.

Malgré leur triplé, les Norvégiens sont perçus comme moins supérieurs qu'attendus. Les écarts dont les Norvégiens disposent sur les autres nations semblent se réduire. La Fédération suisse de ski explique la victoire des Norvégiens par deux éléments : la technique et le fart. Le technique de poussée des Norvégiens est perçue comme régulière, sans mouvement parasite et qui utilise efficacement les bâtons. Les conditions de neige du 18 km ont été changeantes (début à l'ombre avec une neige glacée puis une seconde partie glissante et en plein soleil) et malgré tout, les Norvégiens glissaient les mieux dans les deux parties. Ceci s'explique par leurs réussites dans le fartage, ce qui leur avaient fait défaut dans le 50 km. La Vie Alpine ajoute que les Norvégiens « avaient la rage au cœur » après leur échec collectif sur le 50 km.
Les Suédois et Finlandais sont à l'aise en ski de fond mais ils ont des difficultés en saut à ski. Malgré leur difficulté en saut, le résultat global des Finlandais surprend. Les Norvégiens et même la Fédération finlandaise de ski sont surpris par les résultats des athlètes finalandais. Quelques jours après les Jeux olympiques, les athlètes finlandais surprennent à nouveau car ils terminent 2e et 3e du championnat d'Allemagne de combiné nordique derrière Hans Vinjarengen. Les Finlandais devancent plusieurs athlètes Norvégiens, Allemands, Suisses et Italiens.
Pour le Miroir des Sports, les skieurs polonais, tchécoslovaques et allemands ont montré des progrès alors que les Suisses, les Américains et les Italiens ont déçu. Pour På skidor, la domination norvégienne en combiné nordique s'explique par l'intérêt qu'on les skieurs de ce pays pour l'épreuve. Selon le Droit, « les skieurs canadiens furent victimes de leur manque d'expérience et de leur manque de connaissance du terrain ». Cependant, le journal affirme que le résultat est bon et que cette expérience fut bénéfique pour les équipes canadiennes des Jeux olympiques de 1932 et de 1936. L'Association Suisse des Clubs de Ski considère que les athlètes suisses qui étaient à domicile ont fait de gros progrès que ce soit en saut, en combiné ou en ski de fond par rapport à l'olympiade précédente. En combiné, malgré un nombre de nations participantes plus importants, les athlètes suisses ont atteint des classements similaires et fait de meilleures performances. Au contraire, les Français ont déçu plus que prévu avec des performances en temps et en place plus loin qu'espéré.
Carl Joseph Luther, un des pionniers du ski en Allemagne, considère que le niveau d'enneigement est une des explications à la domination scandinave. Il ajoute que les pays à l'enneigement moins constant, comme l'Europe centrale, n'ont de réelles chances de médailles que dans les disciplines récentes ou nécessitant des infrastructures nouvelles, comme le saut à ski, le bobsleigh ou le patinage artistique. Il illustre son propos par la première place du Bohème Rudolf Purkert dans le concours de saut de l'épreuve de combiné nordique aux Jeux olympiques de 1928 et celle de Andrée Joly et Pierre Brunet lors de l'épreuve des couples en patinage artistique de ces mêmes Jeux.
Le congrès de la Fédération internationale de ski qui s'est réuni pendant les Jeux à St Moritz a décidé de modifier le calcul des points du combiné nordique pour les prochaines compétitions,. Il y avait plusieurs propositions et, après discussion, c'est la méthode de calcul norvégienne qui a été retenue. Le congrès décide également de limiter la taille des tremplins afin de limiter les blessures. En effet, lors de ces Jeux, Toivo Järvinen s'est cassé le fémur lors des entraînements, Willen Dick s'est blessé à un genou, un Norvégien, deux Tchèques et un Américain se sont également blessés.
Pendant les Jeux olympiques, la Fédération internationale de médecine du sport est fondée le 14 février 1928 à St-Moritz. Le premier président de l'institution est Wilhelm Knoll qui, avec plusieurs médecins, analysent les performances des sportifs de cette olympiade. Les skieurs, les sauteurs à ski et les joueurs de hockey subissent un examen anthropométrique, une radiographie thoracique et un examen de leur circulation sanguine et métabolisme. Il s'avère que, lors de la pratique du ski de fond, un cœur en bonne santé contracte fortement avec une forte contrainte physique.

### Résultats
Le tableau ci-dessous montre les résultats de la compétition avec les temps de parcours des participants à l'épreuve de fond, la longueur de leur premier et de leur deuxième saut et les points qu'ils ont remporté dans les deux épreuves. Le classement final est obtenu par la moyenne des deux épreuves. (T) signifie que le concurrent est tombé lors de son saut.
| Rang | Athlète                      | Ski de fond 18 km | Ski de fond 18 km | Saut à ski | Saut à ski      | Saut à ski | Saut à ski | Saut à ski | Saut à ski | Total  |
| Rang | Athlète                      | Temps             | Points            | Saut       | Distance (en m) | Style      | Style      | Style      | Points     | Total  |
| Rang | Athlète                      | Temps             | Points            | Saut       | Distance (en m) | Suède      | Allemagne  | Suisse     | Points     | Total  |
| ---- | ---------------------------- | ----------------- | ----------------- | ---------- | --------------- | ---------- | ---------- | ---------- | ---------- | ------ |
| 1    | Johan Grøttumsbråten (NOR)   | 1 h 37 min 01 s   | 20,000            | 1          | 49,5            | 15,500     | 16,000     | 15,500     | 15,667     | 17,833 |
| 1    | Johan Grøttumsbråten (NOR)   | 1 h 37 min 01 s   | 20,000            | 2          | 56,0            | 15,500     | 16,000     | 15,500     | 15,667     | 17,833 |
| 2    | Hans Vinjarengen (NOR)       | 1 h 41 min 44 s   | 17,750            | 1          | 59,5 (T)        | 12,437     | 13,312     | 12,812     | 12,854     | 15,302 |
| 2    | Hans Vinjarengen (NOR)       | 1 h 41 min 44 s   | 17,750            | 2          | 61,0            | 12,437     | 13,312     | 12,812     | 12,854     | 15,302 |
| 3    | John Snersrud (NOR)          | 1 h 50 min 51 s   | 13,125            | 1          | 60,5            | 16,750     | 17,500     | 16,500     | 16,917     | 15,021 |
| 3    | John Snersrud (NOR)          | 1 h 50 min 51 s   | 13,125            | 2          | 52,0            | 16,750     | 17,500     | 16,500     | 16,917     | 15,021 |
| 4    | Paavo Nuotio (FIN)           | 1 h 48 min 46 s   | 14,125            | 1          | 52,5            | 15,937     | 15,687     | 15,562     | 15,729     | 14,927 |
| 4    | Paavo Nuotio (FIN)           | 1 h 48 min 46 s   | 14,125            | 2          | 52,5            | 15,937     | 15,687     | 15,562     | 15,729     | 14,927 |
| 5    | Esko Järvinen (FIN)          | 1 h 46 min 23 s   | 15,375            | 1          | 52,5            | 15,937     | 15,687     | 15,562     | 15,729     | 14,810 |
| 5    | Esko Järvinen (FIN)          | 1 h 46 min 23 s   | 15,375            | 2          | 52,5            | 15,937     | 15,687     | 15,562     | 15,729     | 14,810 |
| 6    | Sven Eriksson (SWE)          | 1 h 52 min 20 s   | 12,375            | 1          | 51,5            | 16,312     | 16,312     | 16,312     | 16,312     | 14,344 |
| 6    | Sven Eriksson (SWE)          | 1 h 52 min 20 s   | 12,375            | 2          | 57,5            | 16,312     | 16,312     | 16,312     | 16,312     | 14,344 |
| 7    | Ludwig Böck (GER)            | 1 h 48 min 56 s   | 14,125            | 1          | 36,0            | 11,812     | 12,687     | 12,687     | 12,395     | 13,260 |
| 7    | Ludwig Böck (GER)            | 1 h 48 min 56 s   | 14,125            | 2          | 48,0            | 11,812     | 12,687     | 12,687     | 12,395     | 13,260 |
| 8    | Ole Kolterud (NOR)           | 1 h 50 min 17 s   | 13,375            | 1          | 59,0            | 13,500     | 12,375     | 12,875     | 12,917     | 13,146 |
| 8    | Ole Kolterud (NOR)           | 1 h 50 min 17 s   | 13,375            | 2          | 65,5 (T)        | 13,500     | 12,375     | 12,875     | 12,917     | 13,146 |
| 9    | Otakar Německý (TCH)         | 1 h 50 min 20 s   | 13,375            | 1          | 40,0            | 12,222     | 13,250     | 12,375     | 12,616     | 12,995 |
| 9    | Otakar Německý (TCH)         | 1 h 50 min 20 s   | 13,375            | 2          | 48,5            | 12,222     | 13,250     | 12,375     | 12,616     | 12,995 |
| 10   | Bronisław Czech (POL)        | 1 h 48 min 58 s   | 14,125            | 1          | 51,0 (T)        | 11,500     | 11,250     | 10,750     | 11,166     | 12,645 |
| 10   | Bronisław Czech (POL)        | 1 h 48 min 58 s   | 14,125            | 2          | 60,5            | 11,500     | 11,250     | 10,750     | 11,166     | 12,645 |
| 11   | Adolf Rubi (SUI)             | 1 h 56 min 40 s   | 10,250            | 1          | 46,5            | 15,000     | 14,875     | 15,125     | 15,000     | 12,625 |
| 11   | Adolf Rubi (SUI)             | 1 h 56 min 40 s   | 10,250            | 2          | 54,0            | 15,000     | 14,875     | 15,125     | 15,000     | 12,625 |
| 12   | Rudolf Purkert (TCH)         | 2 h 04 min 24 s   | 6,375             | 1          | 61,0            | 18,875     | 18,875     | 18,750     | 18,833     | 12,604 |
| 12   | Rudolf Purkert (TCH)         | 2 h 04 min 24 s   | 6,375             | 2          | 62,5            | 18,875     | 18,875     | 18,750     | 18,833     | 12,604 |
| 13   | Stephan Lauener (SUI)        | 2 h 00 min 57 s   | 8,125             | 1          | 50,5            | 16,750     | 16,625     | 16,250     | 16,542     | 12,333 |
| 13   | Stephan Lauener (SUI)        | 2 h 00 min 57 s   | 8,125             | 2          | 59,0            | 16,750     | 16,625     | 16,250     | 16,542     | 12,333 |
| 14   | Max Kröckel (en) (GER)       | 2 h 00 min 59 s   | 8,125             | 1          | 53,5            | 15,937     | 15,687     | 15,812     | 15,812     | 11,968 |
| 14   | Max Kröckel (en) (GER)       | 2 h 00 min 59 s   | 8,125             | 2          | 51,5            | 15,937     | 15,687     | 15,812     | 15,812     | 11,968 |
| 15   | Walter Glass (en) (GER)      | 1 h 59 min 43 s   | 8,750             | 1          | 45,0            | 15,187     | 15,062     | 15,062     | 15,104     | 11,927 |
| 15   | Walter Glass (en) (GER)      | 1 h 59 min 43 s   | 8,750             | 2          | 55,0            | 15,187     | 15,062     | 15,062     | 15,104     | 11,927 |
| 16   | David Zogg (SUI)             | 1 h 55 min 56 s   | 10,625            | 1          | 47,0            | 13,312     | 13,437     | 12,812     | 13,187     | 11,906 |
| 16   | David Zogg (SUI)             | 1 h 55 min 56 s   | 10,625            | 2          | 47,0            | 13,312     | 13,437     | 12,812     | 13,187     | 11,906 |
| 17   | Harald Paumgarten (AUT)      | 1 h 51 min 43 s   | 12,750            | 1          | 38,5            | 10,750     | 11,125     | 11,000     | 10,958     | 11,854 |
| 17   | Harald Paumgarten (AUT)      | 1 h 51 min 43 s   | 12,750            | 2          | 38,0            | 10,750     | 11,125     | 11,000     | 10,958     | 11,854 |
| 18   | Walter Buchberger (TCH)      | 2 h 02 min 36 s   | 7,250             | 1          | 49,5            | 14,062     | 15,062     | 14,562     | 14,562     | 10,906 |
| 18   | Walter Buchberger (TCH)      | 2 h 02 min 36 s   | 7,250             | 2          | 50,5            | 14,062     | 15,062     | 14,562     | 14,562     | 10,906 |
| 19   | Hans Eidenbenz (SUI)         | 2 h 05 min 26 s   | 5,875             | 1          | 47,5            | 14,933     | 15,687     | 15,062     | 15,227     | 10,551 |
| 19   | Hans Eidenbenz (SUI)         | 2 h 05 min 26 s   | 5,875             | 2          | 51,5            | 14,933     | 15,687     | 15,062     | 15,227     | 10,551 |
| 20   | Vitale Venzi (ITA)           | 2 h 09 min 28 s   | 3,875             | 1          | 52,0            | 17,125     | 16,750     | 17,000     | 16,958     | 10,416 |
| 20   | Vitale Venzi (ITA)           | 2 h 09 min 28 s   | 3,875             | 2          | 60,5            | 17,125     | 16,750     | 17,000     | 16,958     | 10,416 |
| 21   | Gustl Müller (GER)           | 1 h 52 min 43 s   | 12,250            | 1          | 41,5            | 8,062      | 7,812      | 8,062      | 7,978      | 10,114 |
| 21   | Gustl Müller (GER)           | 1 h 52 min 43 s   | 12,250            | 2          | 60,5 (T)        | 8,062      | 7,812      | 8,062      | 7,978      | 10,114 |
| 22   | Aleksander Rozmus (pl) (POL) | 2 h 12 min 26 s   | 2,375             | 1          | 49,0            | 15,125     | 15,250     | 15,125     | 15,187     | 8,781  |
| 22   | Aleksander Rozmus (pl) (POL) | 2 h 12 min 26 s   | 2,375             | 2          | 56,5            | 15,125     | 15,250     | 15,125     | 15,187     | 8,781  |
| 23   | Martial Payot (FRA)          | 2 h 09 min 42 s   | 3,750             | 1          | 38,0            | 11,625     | 12,500     | 12,000     | 12,042     | 7,896  |
| 23   | Martial Payot (FRA)          | 2 h 09 min 42 s   | 3,750             | 2          | 46,5            | 11,625     | 12,500     | 12,000     | 12,042     | 7,896  |
| 24   | Stanisław Motyka (pl) (POL)  | 2 h 08 min 31 s   | 4,250             | 1          | 38,5            | 10,812     | 10,812     | 10,812     | 10,812     | 7,531  |
| 24   | Stanisław Motyka (pl) (POL)  | 2 h 08 min 31 s   | 4,250             | 2          | 37,5            | 10,812     | 10,812     | 10,812     | 10,812     | 7,531  |
| 25   | Anders Haugen (USA)          | 2 h 30 min 30 s   | 0,000             | 1          | 51,0            | 15,062     | 15,187     | 14,437     | 14,895     | 7,447  |
| 25   | Anders Haugen (USA)          | 2 h 30 min 30 s   | 0,000             | 2          | 49,0            | 15,062     | 15,187     | 14,437     | 14,895     | 7,447  |
| 26   | Charles Proctor (USA)        | 2 h 35 min 00 s   | 0,000             | 1          | 47,0            | 14,750     | 14,500     | 14,000     | 14,417     | 7,208  |
| 26   | Charles Proctor (USA)        | 2 h 35 min 00 s   | 0,000             | 2          | 51,5            | 14,750     | 14,500     | 14,000     | 14,417     | 7,208  |
| 27   | Merritt Putman (CAN)         | 2 h 22 min 40 s   | 0,000             | 1          | 35,0            | 9,875      | 9,375      | 9,875      | 9,708      | 4,854  |
| 27   | Merritt Putman (CAN)         | 2 h 22 min 40 s   | 0,000             | 2          | 37,5            | 9,875      | 9,375      | 9,875      | 9,708      | 4,854  |
| 28   | Kléber Balmat (FRA)          | 2 h 16 min 40 s   | 0,250             | 1          | 47,0            | 8,500      | 8,500      | 8,000      | 8,333      | 4,291  |
| 28   | Kléber Balmat (FRA)          | 2 h 16 min 40 s   | 0,250             | 2          | 55,5 (T)        | 8,500      | 8,500      | 8,000      | 8,333      | 4,291  |
| -    | Franz Wende (TCH)            | 2 h 00 min 50 s   | 8,125             | –          | –               | –          | –          | –          | –          |        |
| -    | Karl Neuner (GER)            | 2 h 04 min 25 s   | 6,375             | –          | –               | –          | –          | –          | –          |        |
| -    | Sakuta Takefushi (JPN)       | 2 h 04 min 20 s   | 6,375             | –          | –               | –          | –          | –          | –          |        |
| -    | William Thompson (CAN)       | 2 h 12 min 24 s   | 2,375             | –          | –               | –          | –          | –          | –          |        |
| -    | Rolf Monsen (USA)            | 2 h 48 min 00 s   | 0,000             | –          | –               | –          | –          | –          | –          |        |
| -    | Marcel Béraud (FRA)          | Pas terminé       | Pas terminé       | –          | –               | –          | –          | –          | –          |        |
| -    | Gyula Szepes (en) (HUN)      | Pas terminé       | Pas terminé       | –          | –               | –          | –          | –          | –          |        |

### Podium
| Épreuve    | Or                         | Or     | Argent                 | Argent | Bronze              | Bronze |
| ---------- | -------------------------- | ------ | ---------------------- | ------ | ------------------- | ------ |
| Individuel | Johan Grøttumsbråten (NOR) | 17,833 | Hans Vinjarengen (NOR) | 15,302 | John Snersrud (NOR) | 15,021 |

### Tableau des médailles
| Position | Pays    |   |   |   | Total |
| -------- | ------- | - | - | - | ----- |
| 1        | Norvège | 1 | 1 | 1 | 3     |
| Total    | Total   | 1 | 1 | 1 | 3     |